# Laskowa
Laskowa è un comune rurale polacco del distretto di Limanowa, nel voivodato della Piccola Polonia.
Ricopre una superficie di 72,82 km² e nel 2005 contava 7 348 abitanti.